# مركز تنمية الأطفال ذوي الإعاقة
مركز تنمية الأطفال ذوي الإعاقة هو مركز للأطفال ذوي الإعاقة في منطقة بايانغول، أولانباتار، منغوليا.

## التاريخ
بدأ بناء المركز في 8 سبتمبر 2016. وتم تسليم المركز في 24 يناير 2019 في حفل حضره السفير الصيني شينغ هايمينغ ورئيس الأركان المنغولي زانداخويجين إنخبولد ووزير العمل والحماية الاجتماعية المنغولي سودنوم تشينزوريغ. فاز المركز بجائزة أفضل هندسة معمارية في عام 2019.

## البنيان
يمتد المركز على مساحة 1.5 هكتار مع ثلاثة طوابق فوق الأرض وطابق واحد تحت الأرض. ويتكون من 250 سريرًا ويمكنه علاج 250 مريضًا خارجيًا يوميًا.

## روابط خارجية
- الموقع الرسمي